# 劉簡 (成化進士)
劉簡（1431年—1490年），字惟嚴，四川敘州府富順縣人，民籍，治《書經》。

## 生平
六月初十日生，行二，由國子生中式四川鄉試第三十八名舉人，會試中式第三百十八名。年三十六歲中式成化二年丙戌科第三甲第二十七名進士。

## 家族
曾祖劉廷瑞；祖劉思恭；父劉濬；母朱氏。具慶下，妻胡氏，兄素。